# Mătăsaru, Dâmbovița
Mătăsaru este un sat în comuna cu același nume din județul Dâmbovița, Muntenia, România.
Poziționarea în cadrul comunei și a județului este deosebit de bună, deoarece drumul național 7 (DN7) trece prin jumatatea satului, situându-se între orașele Găești și Titu, la o distanță de 9 km, respectiv 13 km față de acestea. În plus, distanța până la capitala București este relativ scurtă, puțin peste 60 km.

## Clima
Satul situându-se in Câmpia Română, mai exact în Câmpia Titu, clima este temperat-continentală, iernile fiind aspre (temperatura ajunge la -25°C) și verile foarte calde (temperatura ajunge chiar la 38°C).

## Hidrografie
Din punct de vedere hidrografic, râul Sabar/Potop trece pe la marginea sudică satului. Acesta este un rau cu debit mic, unde există diferite specii de pești precum cleanul, carasul, mreana, obletele etc. Mai există un alt pârâu denumit popular "Valea Adâncă", care curge doar în urma precipitațiilor însemnate cantitativ.

## Personalități
- Ion Ioniță (1924 - 1987), general comunist

 Acest articol despre o localitate din județul Dâmbovița este deocamdată un ciot. Puteți ajuta Wikipedia prin completarea lui.